# Wearside
Wearside est une conurbation de l'Angleterre du Nord-Est, centrée sur la zone urbaine continue de Sunderland par la rivière Wear.
Le secteur comprend des zones urbaines importantes bien séparées : Washington, Houghton-le-Spring et Chester-Le-Street ainsi que d'autres contiguës : Whitburn, Hetton-le-Hole, Bournmoor, South Hetton, Springwell Village, Ouston et Pelton.
Wearside est partiellement située à la fois dans le comté métropolitain de Tyne and Wear et dans le district d'autorité unitaire du comté de Durham.
L'essentiel de Wearside se trouve dans l'arrondissement métropolitain de la ville de Sunderland qui comptait 335 415 habitants en 2011.

## Économie
Comme d'autres parties du Nord-Est, Wearside et Sunderland étaient économiquement structurés par les secteurs primaire et secondaire de l'économie ; avec une grande partie autrefois dépendante de la construction navale à Sunderland Docks et l'extraction du charbon avec de grandes houillères telles que Monkwearmouth Colliery qui ont décliné rapidement au milieu du XXe siècle, de nombreuses régions ont longtemps été défavorisées avec pour conséquence de vastes zones de chômage. La ville de Sunderland et certaines parties de Wearside ont été lentement reconverties au fil des ans et l'activité est désormais largement basée sur les centres d'appels, bien que de nombreuses zones telles que Easington Colliery soient encore confrontées à des problèmes sociaux.

## Médias
Le Sunderland Echo, journal local, est vendu sur toute la zone et diffusé en ligne.
La radio locale privée Sun FM est diffusée sur 103.4 pour Wearside et Spark FM sur le canal 107 pour la ville de Sunderland.

## Sports
La Wearside Football League évolue dans l'English football league avec des amateurs comme Easington Colliery AFC et Seaham Red Star FC. La seule équipe professionnelle du secteur est Sunderland AFC, une équipe de première division basée à Sunderland .

## Subdivisions

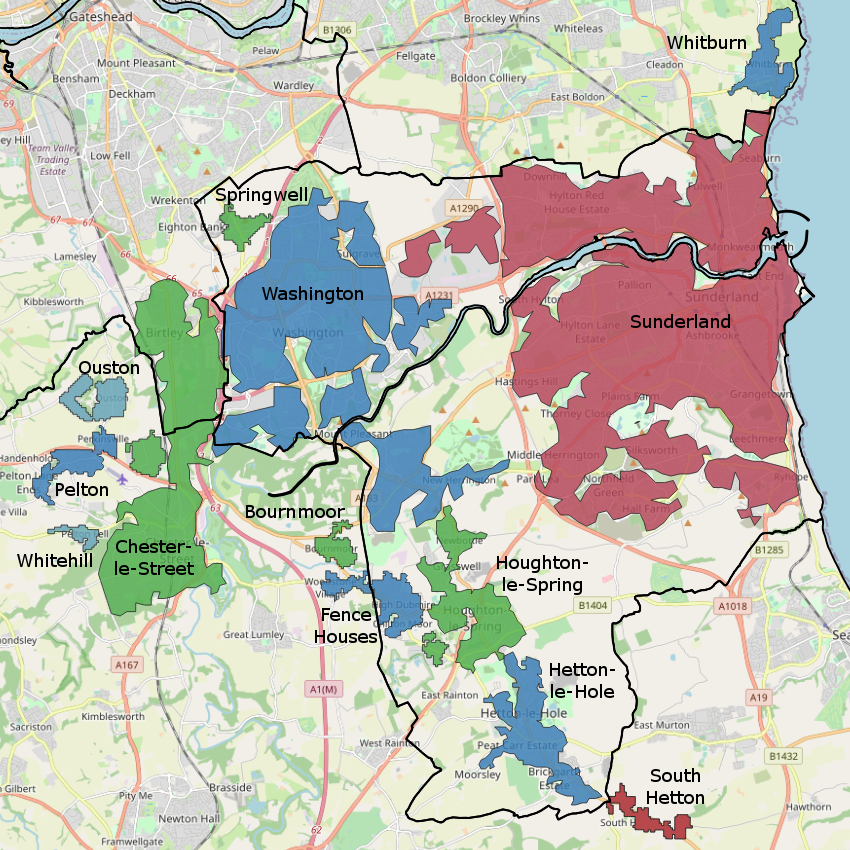
Wearside, carte des secteurs urbains, indiquant les limites des zones administratives.

Selon l'ONS, la population de Wearside Built-up area ("Urban area") se décompose comme suit. Il faut noter que c'est un découpage de l'Office for National Statistics et que les limites retenues sont différentes de celles des agglomérations dont elles tirent leur nom.
| #  | Sub-area name      | Population (2011) |
| -- | ------------------ | ----------------- |
| 1  | Sunderland         | 174,286           |
| 2  | Washington         | 67,085            |
| 3  | Chester-le-Street  | 37,164            |
| 4  | Houghton-le-Spring | 13,863            |
| 5  | Hetton-le-Hole     | 12,127            |
| 6  | Fence Houses       | 6,649             |
| 7  | Ouston             | 5,303             |
| 8  | Pelton             | 5,278             |
| 9  | Whitburn           | 5,102             |
| 10 | South Hetton       | 3,032             |
| 11 | Bournmoor          | 2,082             |
| 12 | Springwell         | 2,074             |
| 13 | Whitehill          | 1,370             |
| –  | Total              | 335,415           |